# هلام الماء

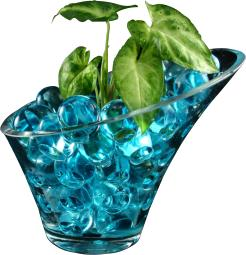
هلام الماء

هلام الماء (بالإنجليزية: Water gel)‏، هو أي هلام يحتوي على كمية كبيرة من الماء. يتكون الهلام المائي عادة من بوليمر ماص للماء مثل بولي أكريلاميد (في كثير من الأحيان بولي (ميثيل أكريلات) أو بولي أكريلات الصوديوم). يشار إليها أحيانًا باسم البوليمر الممتاز (SAP) أو كمسحوق طين.

## الاستخدامات
تستخدم المواد الهلامية المائية في:
- نباتات الري.
- استخدامها في الحدائق لتوفير المياه.
- توفير المياه للحيوانات الصغيرة كبديل لتزويد الماء في طبق.
- زخارف ملونة أو ثلج صناعي.